# Sapindus tomentosus
Sapindus tomentosus là một loài thực vật có hoa trong họ Bồ hòn. Loài này được Kurz miêu tả khoa học đầu tiên năm 1875.